# 南戴河街道
南戴河街道，是中华人民共和国河北省秦皇岛市抚宁区下辖的一个乡镇级行政单位。

## 行政区划
南戴河街道下辖以下地区：
幸福里社区、长白社区、孟庄社区、白玉庄社区、南戴河社区、洋河口农业社区、洋河口渔业社区和圈里社区。